# Lakus
Der Lakus ist ein osttimoresischer Berg im Verwaltungsamt Bobonaro (Gemeinde Bobonaro), der dem Massiv des Tapos vorgelagert ist. Zwei weitere solche Vorgipfel befinden sich neben ihn: der Lolo Latua (1624 m) südlich und der Oe-po (1734 m) nördlich. Der Lakus liegt auf der Grenze zwischen den Aldeias Butuc (Suco Leber) und Oe-po (Suco Tapo). Der Lakus hat eine Höhe von 1765 m. Östlich verläuft die Überlandstraße, die Lolotoe mit dem Norden des Landes verbindet. Südöstlich durchquert sie das Dorf Butuc und östlich den Ort Oe-po.